# 長崎県議会

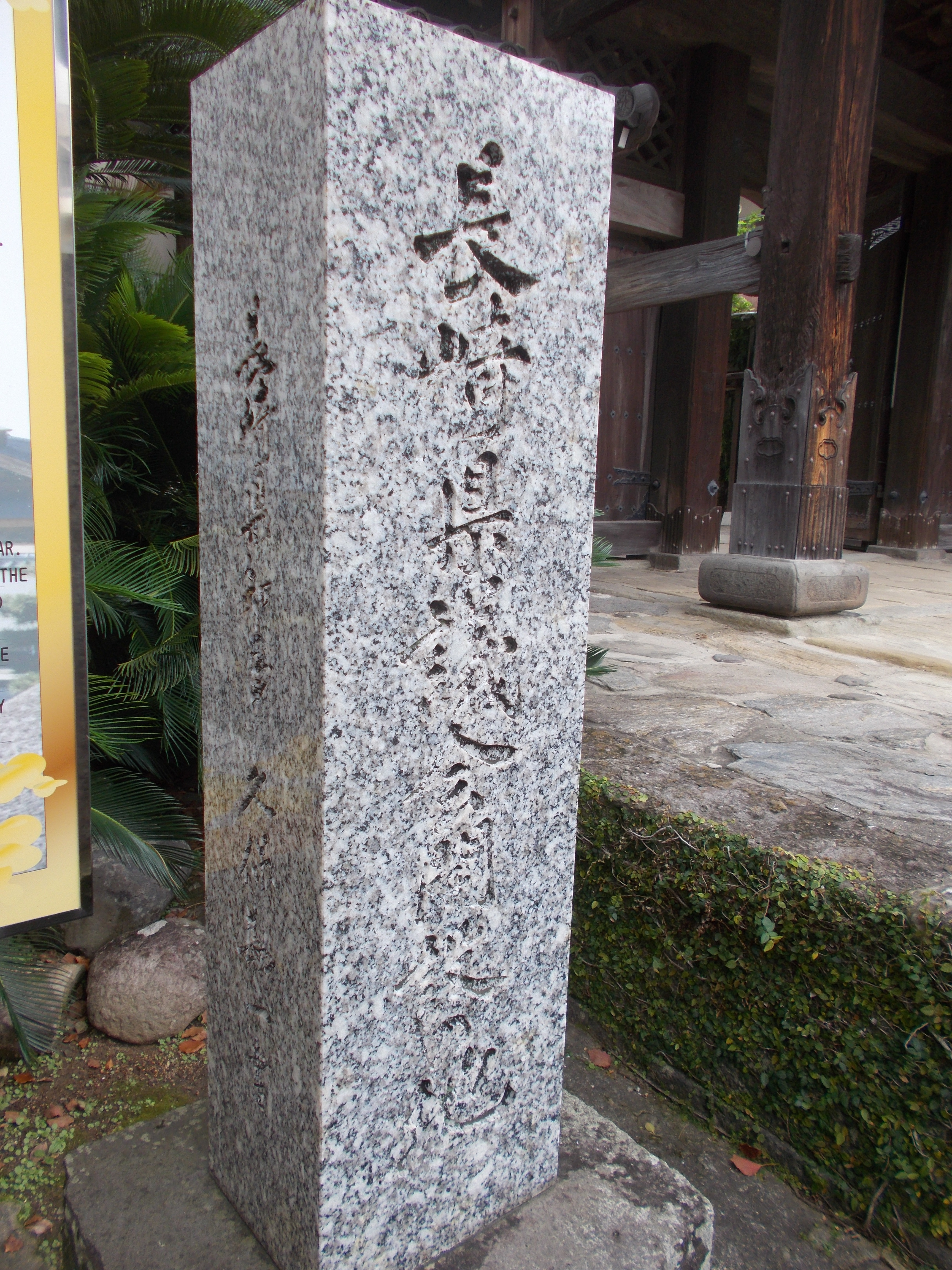
光永寺にある長崎県議会開設の地の碑

長崎県議会（ながさきけんぎかい、Nagasaki Prefectural Assembly）は、長崎県の議決機関として設置されている地方議会である。

## 沿革

### 明治
- 1878年（明治11年） - 太政官が「府県会規則」を布告。
- 1879年（明治12年）
  - 1月31日 - 現在の佐賀県域を含めた最初の県会議員選挙が行われる。新議員62名が誕生。
    - 議員の資格は25歳以上の男子で、その郡区内に本籍を置くもので、地租10円以上を納める者であった。任期は4年で、2年ごとに半数改選とし、名誉職であった。
    - 定数は1区20郡の選挙区から62名（現在の区分で言う長崎県から36名、佐賀県から26名）[1]が選出された。

  - 3月17日 - 第1回臨時長崎県会（現在の長崎県議会）が長崎市桶屋町の光永寺において開会。
    - 議長には小城郡（現在の佐賀県）代表の松田正久が就任。
    - この時の臨時会では議事細則案が審議された。
    - 当時の県庁舎には議事堂がなかったため、光英寺を月85円で借用した。

  - 3月20日 - 臨時会が散会。
  - 3月22日 - 第1回通常県会が開会。
    - 松田正久が正式に議長に選出、副議長には佐賀郡の江口六蔵が就任、その他委員などの人事をほとんど佐賀組に占められる。
- 1881年（明治14年）10月 - 県会議事院 兼 交親館（外賓接待所）が長崎市立山町の諏訪公園内[2]に開設され、光永寺より議場が移転。[3]
- 1883年（明治16年）
  - 5月9日 - 佐賀県が長崎県から分離独立し、長崎県は1区10郡となる。
    - 1区 - 長崎区（長崎市）
    - 10郡 - 東彼杵郡、西彼杵郡、南高来郡、北高来郡、南松浦郡、北松浦郡、壱岐郡、石田郡、上県郡、下県郡

  - 7月 - 佐賀県の独立に伴い、議員定数が34人となる。
- 1890年（明治23年）5月 - 府県制・郡制が公布されるも、多くの離島をかかえる特殊性から施行が遅れた。
- 1897年（明治30年）
  - 4月 - 郡制が実施。
  - 9月 - 府県制が実施。
- 1899年（明治32年）- 府県制・郡制の全面改正により、議員定数が33名となる。

### 大正
- 1926年（大正15年）7月 - 普通選挙法の施行により、地方の制度も納税資格による制限選挙から一般県民（25歳以上の男子のみ）による普通選挙へと制度が改正。

### 昭和
- 1927年（昭和2年）- 最初の普通選挙が行われる。議員定数は38名。
- 1946年（昭和21年）11月3日 - 日本国憲法が公布。成年者（20歳以上の男女）による普通選挙の保障が明記された。
- 1947年（昭和22年）4月 - 地方自治法[4]による初めての県議会議員選挙が実施。議員数51名（うち女性議員1名）。これ以後は4年ごとに改選が行われている。
- 1953年（昭和28年）7月 - 新議場が完成。
- 1969年（昭和44年）7月10日　池田辰巳議長が長崎市伊良林の自宅近くで刺殺される。犯人不明のまま1984年公訴時効成立。

### 平成
- 2007年（平成19年）4月8日執行の一般選挙から選挙区が市町村合併に伴って大幅に変更され、定数合計が51から46（選挙区数は17のまま）となった。
- 2011年（平成23年）4月10日執行の一般選挙から、佐世保市と北松浦郡は1つの選挙区となり、選挙区数は16となっている[5]。
- 2012年（平成24年）3月16日 - 長崎県議会基本条例が可決。また通年議会を導入が決まる。
- 2012年（平成24年）7月13日 - 自由民主党が発足した1955年（昭和30年）以来、自民系以外の会派（改革21）からの初の県議会議長が選出[6]。
- 2014年（平成26年）2月25日 - 長崎県議会定例会条例が可決し、通年議会制を廃止。

## 定数
- 県条例による定数 - 46

## 選挙区と選出議員数の変遷

### 2003年（平成15年）選挙まで
- 選挙区数 17、議員定数 51

市
- 1. 長崎市選挙区（定数14）
- 2. 佐世保市選挙区（定数8）
- 3. 島原市選挙区（定数1）
- 4. 諫早市選挙区（定数3）
- 5. 大村市選挙区（定数3）
- 6. 福江市選挙区（定数1）
- 7. 平戸市選挙区（定数1）
- 8. 松浦市選挙区（定数1）

郡
- 9. 西彼杵郡第一選挙区（定数1）- 香焼町、伊王島町、高島町、野母崎町、三和町の5町
- 10. 西彼杵郡第二選挙区（定数5）- 多良見町、長与町、時津町、琴海町、西彼町、西海町、大島町、崎戸町、大瀬戸町、外海町の10町
- 11. 東彼杵郡選挙区（定数1）- 東彼杵町、川棚町、波佐見町の3町
- 12. 北高来郡選挙区（定数1）- 森山町、飯盛町、高来町、小長井町の4町
- 13. 南高来郡選挙区（定数4）

- 有明町、国見町、瑞穂町、吾妻町、愛野町、千々石町、小浜町、南串山町、加津佐町、口之津町、南有馬町、北有馬町、西有家町、有家町、布津町、深江町の16町

- 14. 北松浦郡選挙区（定数3）

- 佐々町、小佐々町、世知原町、吉井町、江迎町、鹿町町、宇久町、小値賀町、生月町、田平町、福島町、鷹島町、大島村の12町1村

- 15. 南松浦郡選挙区（定数2）

- 富江町、玉之浦町、三井楽町、岐宿町、奈留町、若松町、上五島町、新魚目町、有川町、奈良尾町の10町

- 16. 壱岐郡選挙区（定数1）- 郷ノ浦町、勝本町、芦辺町、石田町の4町
- 17. 対馬選挙区（定数1）- 下県郡の厳原町、美津島町、豊玉町、上県郡の峰町、上県町、上対馬町の6町

### 2007年（平成19年）選挙
- 投票日 - 4月8日
- 選挙区数 17、議員定数 46（5名減員）

市
- 1. 長崎市選挙区（定数14）- 香焼町、伊王島町、高島町、野母崎町、三和町、外海町、琴海町を編入。
- 2. 佐世保市選挙区（定数8）- 吉井町、世知原町、宇久町、小佐々町を編入。
- 3. 島原市選挙区 （定数2）- 有明町を編入。
- 4. 諫早市選挙区 （定数4）- 多良見町、森山町、飯盛町、高来町、小長井町を編入。
- 5. 大村市選挙区 （定数3）
- 6. 平戸市選挙区 （定数1）- 田平町、生月町、大島村を編入。
- 7. 松浦市選挙区 （定数1）- 福島町、鷹島町を編入。
- 8. 対馬市選挙区 （定数1）- 厳原町、美津島町、豊玉町、峰町、上県町、上対馬町が合併。
- 9. 壱岐市選挙区 （定数1）- 郷ノ浦町、勝本町、芦辺町、石田町が合併。
- 10. 五島市選挙区 （定数1）- 福江市、富江町、玉之浦町、三井楽町、岐宿町、奈留町が合併。
- 11. 西海市選挙区 （定数1）- 大瀬戸町、西海町、西彼町、大島町、崎戸町が合併。
- 12. 雲仙市選挙区 （定数2）- 国見町、瑞穂町、吾妻町、愛野町、千々石町、小浜町、南串山町が合併。
- 13. 南島原市選挙区 （定数2）- 加津佐町、口之津町、南有馬町、北有馬町、西有家町、有家町、布津町、深江町が合併。

郡
- 14. 西彼杵郡選挙区 （定数2）- 長与町、時津町の2町
- 15. 東彼杵郡選挙区 （定数1）
- 16. 北松浦郡選挙区 （定数1）- 佐々町、江迎町、鹿町町、小値賀町の4町
- 17. 南松浦郡選挙区 （定数1）- 新上五島町（上五島町、新魚目町、有川町、奈良尾町、若松町が合併）の1町

### 2011年（平成23年）選挙
- 投票日 - 4月10日
- 選挙区数 16（1区減）、議員定数 46[7]

市
- 1. 長崎市選挙区（定数14）
- 2. 佐世保市・北松浦郡選挙区（定数9） - 江迎町・鹿町町が佐世保市に編入。北松浦郡は佐々町と小値賀町の2町。
- 3. 島原市選挙区 （定数2）
- 4. 諫早市選挙区 （定数4）
- 5. 大村市選挙区 （定数3）
- 6. 平戸市選挙区 （定数1）
- 7. 松浦市選挙区 （定数1）
- 8. 対馬市選挙区 （定数1）
- 9. 壱岐市選挙区 （定数1）
- 10. 五島市選挙区 （定数1）
- 11. 西海市選挙区 （定数1）
- 12. 雲仙市選挙区 （定数2）
- 13. 南島原市選挙区 （定数2）

郡
- 14. 西彼杵郡選挙区 （定数2）
- 15. 東彼杵郡選挙区 （定数1）
- 16. 南松浦郡選挙区 （定数1）

## 任期
- 2023（令和4年）4月30日〜2027年（令和8年）4月29日

## 議員報酬
| 役職     | 月額報酬 | 期末手当    | 年収           |
| -------- | -------- | ----------- | -------------- |
| 議長     | 99万円   | 445万5000円 | 1633万円5000円 |
| 副議長   | 88万円   | 396万円     | 1452万円       |
| 一般議員 | 80万円   | 360万円     | 1320万円       |

## 議員
（2025年4月22日現在）
| 会派名（人数）          | 自由民主党（30）                                   | 改革21（9）                                                  | 公明党（3）        | 県民会議（2） | 日本共産党（1） | もったいないよ長崎（1） |
| ----------------------- | -------------------------------------------------- | ------------------------------------------------------------ | ------------------ | ------------- | --------------- | ----------------------- |
| 長崎市（14）            | 浅田真澄美、江真奈美、虎島泰洋、中村俊介、前田哲也 | 中村泰輔、深堀浩（以上国民）、坂本浩（社民）白川鮎美（立民） | 川崎祥司、本多泰邦 | 中山功        | 堀江 ひとみ     | 大倉聡                  |
| 佐世保市・北松浦郡（9） | 外間雅広、田中愛国、溝口芙美雄、湊亮太、山下博史   | 堤典子（社民）、山田朋子（立民）                             | 宮本法広           |               |                 |                         |
| 島原市（2）             | 大場博文、山本由夫                                 |                                                              |                    |               |                 |                         |
| 諫早市（4）             | 坂口慎一、千住良治、山村健志                       | 山口初實（国民）                                             |                    |               |                 |                         |
| 大村市（3）             | 松本洋介                                           | 牧山大和（無所属）                                           |                    | 小林 克敏     |                 |                         |
| 平戸市（1）             | 大久保堅太                                         |                                                              |                    |               |                 |                         |
| 松浦市（1）             | 石本政弘                                           |                                                              |                    |               |                 |                         |
| 対馬市（1）             | 畑島晃貴                                           |                                                              |                    |               |                 |                         |
| 壱岐市（1）             | 鵜瀬和博                                           |                                                              |                    |               |                 |                         |
| 五島市（1）             | 清川久義                                           |                                                              |                    |               |                 |                         |
| 西海市（1）             | 田川正毅                                           |                                                              |                    |               |                 |                         |
| 雲仙市（2）             | 宅島寿一、徳永達也                                 |                                                              |                    |               |                 |                         |
| 南島原市（2）           | 中島浩介、中村一三                                 |                                                              |                    |               |                 |                         |
| 西彼杵郡（2）           | 富岡孝介                                           | 饗庭敦子（立民）                                             |                    |               |                 |                         |
| 東彼杵郡（1）           | 初手安幸                                           |                                                              |                    |               |                 |                         |
| 南松浦郡（1）           | 近藤智昭                                           |                                                              |                    |               |                 |                         |

## 組織

### 議長・副議長
- 議長（第70代） - 外間雅広（佐世保市・北松浦郡選挙区、自由民主党） - 2025年（令和7年）7月10日就任
- 副議長（第95代） - 大場博文（島原市選挙区、自由民主党）- 2025年（令和7年）3月5日就任

### 委員会
各委員会に委員長・副委員長
- 常任委員会
  - 総務委員会（12名以内）
  - 文教厚生委員会（12名以内）
  - 環境生活委員会（12名以内）
  - 農水経済委員会（12名以内）
  - 予算決算委員会（45名） - 議長を除く全議員
- 特別委員会
  - 離島・半島地域振興特別委員会（11名）
  - IR・観光振興対策特別委員会（10名）
  - 九州新幹線西九州ルート・交通対策特別委員会（10名）
- 議会運営委員会（13名）

### 監査委員
- 2名

### 事務局
長崎県職員
- 事務局長
  - 総務課
    - 総務係
    - 秘書室

  - 議事課
  - 政務調査課

## 歴代議長
（　）は就任日を表す。
- 初代・第2代 - 松田正久 （1879年（明治12年）3月22日）
- 第3〜10代 - 志波三九郎 （1882年（明治15年）3月23日）
- 第11〜14代 - 帆足隼太郎 （1894年（明治27年）10月29日）
- 第15代 - 城野威臣 （1903年（明治36年）11月4日）
- 第16代 - 佐々野富章 （1907年（明治40年）11月4日）
- 第17代 - 栗原一角 （1911年（明治44年）11月10日）
- 第18代 - 佐々野富章（再） （1913年（大正2年）11月1日）
- 第19代 - 長野常道 （1915年（大正4年）10月12日）
- 第20〜22代 - 佐々野富章（再） （1919年（大正8年）10月15日）
- 第23代 - 岩永八之丞 （1931年（昭和6年）10月24日）
- 第24代 - 西村久之 （1935年（昭和10年）10月25日）
- 第25代 - 永安恕 （1937年（昭和12年）11月26日） - 旧制・東和中学校創立者
- 第26代 - 鈴木重次 （1939年（昭和14年）10月25日）
- 第27代 - 稲松志可太 （1942年（昭和17年）7月21日）
- 第28・29代 - 岡本直行 （1947年（昭和22年）6月27日）
- 第30・31代 - 金子岩三 （1955年（昭和30年）5月14日）
- 第32代 - 水頭欽一 （1958年（昭和33年）3月18日）
- 第33代 - 森田三重 （1959年（昭和34年）5月11日）
- 第34代 - 久保勘一 （1960年（昭和35年）10月27日） - 第45〜47代（公選 7〜9代）長崎県知事
- 第35代 - 田浦直蔵 （1961年（昭和36年）10月12日）
- 第36代 - 初村滝一郎 （1963年（昭和38年）5月13日）
- 第37代 - 小柳二雄 （1964年（昭和39年）12月11日）
- 第38代 - 中村禎二 （1967年（昭和42年）5月16日）
- 第39代 - 池田辰巳 （1969年（昭和44年）2月27日）
- 第40代 - 入井村太 （1969年（昭和44年）7月18日）
- 第41代 - 林田作之進 （1971年（昭和46年）5月13日）
- 第42代 - 桑原信一 （1973年（昭和48年）3月20日）
- 第43代 - 松田九郎 （1975年（昭和50年）5月10日）
- 第44代 - 加藤清則 （1979年（昭和54年）5月11日）
- 第45代 - 初村誠一 （1981年（昭和56年）6月26日）
- 第46代 - 虎島和夫 （1983年（昭和58年）5月13日）- 第64代防衛庁長官
- 第47代 - 古藤恒彦 （1985年（昭和60年）7月2日）
- 第48代 - 初村誠一（再） （1987年（昭和62年）5月14日）
- 第49代 - 宮内雪夫 （1991年（平成3年）5月17日）
- 第50・51代 - 吉住重行 （1994年（平成6年）9月19日）
- 第52代 - 村山一正 （1997年（平成9年）7月11日）
- 第53代 - 林義博 （1999年（平成11年）5月14日）
- 第54代 - 加藤寛治 （2001年（平成13年）7月11日）
- 第55代 - 池原泉 （2003年（平成15年）2月6日）
- 第56代 - 谷川弥一 （2003年（平成15年）5月16日）
- 第57代 - 八江利春 （2003年（平成15年）11月28日）
- 第58代 - 末永美喜 （2005年（平成17年）3月18日）
- 第59代 - 三好德明 （2007年（平成19年）5月11日）
- 第60代 - 末吉光徳 （2009年（平成21年）7月10日）
- 第61代 - 宮内雪夫（再）（2011年（平成23年）5月13日）
- 第62代 - 渡辺敏勝 （2012年（平成24年）7月13日）
- 第63代 - 田中愛国 （2015年（平成27年）5月14日）
- 第64代 - 八江利春（再）（2017年（平成29年）7月12日）
- 第65代 - 溝口芙美雄 （2018年（平成30年）3月28日）
- 第66代 - 瀬川光之 （2019年（令和元年）5月13日）
- 第67代 - 坂本智徳 （2021年（令和3年）7月13日）
- 第68代 - 中島廣義 （2022年（令和4年）7月1日）

## 主な県議会議員出身者

### 参議院議員
- 山本啓介

### 元国会議員
- 虎島和夫（衆議院議員）
- 久保勘一（参議院議員、元長崎県知事）
- 加藤寛治（衆議院議員）
- 金子原二郎（衆議院議員、参議院議員、元長崎県知事）
- 冨岡勉（衆議院議員）
- 松田九郎（衆議院議員、現長崎県議会議員松田正民の父）
- 田浦直（参議院議員）
- 馬場元治（衆議院議員）
- 久間章生（衆議院議員）
- 速見魁（衆議院議員）
- 中倉万次郎（衆議院議員）
- 光武顕（衆議院議員、元佐世保市長）
- 石橋政嗣（衆議院議員）
- 中田正輔（衆議院議員、元佐世保市長）
- 白浜仁吉（衆議院議員）
- 末吉光徳（衆議院議員）
- 大久保潔重（参議院議員、諫早市長）
- 宮島大典（衆議院議員、長崎県議に復帰した後、佐世保市長）
- 北村誠吾（衆議院議員）
- 末次精一（衆議院議員）
- 谷川弥一（衆議院議員）

### その他
- 本島等（元長崎市長）
- 諸谷義武（元長崎市長）
- 伊藤一長（元長崎市長）